# På Håret
På Håret var en satirensemble som hade ett eget återkommande program i Sveriges Radio 1982–2000, från 1986 som en del av det då nya aktualitetsmagasinet Godmorgon, världen! i Sveriges Radio P1. I funktionen som Godmorgon, världen!:s satirgrupp efterträddes På Håret först av Snudd på Succé och sedan 2001 av Public Service. De drygt 10 minuter långa satirinslagen kommer i regel tio minuter in i Godmorgon, världen!:s andra timme.
De fyra mest framträdande medlemmarna i gruppen var Hans Dahlman (ofta som nyhetuppläsaren "Lelle Printer"), Claes Vogel, Stefan Grudin och Anders Klintevall. Under en längre tid medverkade också Lena Klefelt, även känd som barnboksförfattarinna.
Uppmärksammat var de fyndiga omskrivningarna av kända politikers namn. Exempelvis blev Bengt Westerberg, Vet Bästerberg, Carl Bildt blev Bill Kavat, Olof Johansson blev Jaha Johohansson, Lars Werner blev Lars Pilsner och Lena Hjelm-Wallén blev Lena Hjälp-var-är-jag?.

## Källhänvisningar
1. 1 2 3  "Om programmet". Sverigesradio.se, 2006-03-30. Läst 20 oktober 2014.